# سلین بوکنز
سلین بوکنز (به انگلیسی: Céline Buckens) (زاده ۱۹۹۶) بازیگر بلژیکی-انگلیسی است.
از فیلم‌های معروف او می‌توان به فیلم‌های اسب جنگی و دروغگوی خوب اشاره کرد.